# 신부의 수상한 여행가방
《신부의 수상한 여행가방》(キラー・ヴァージンロード, Killer Virgin Road)은 일본에서 제작된 기시타니 고로 감독의 2009년 코미디, 스릴러 영화이다. 우에노 주리 등이 주연으로 출연하였다.

## 출연

### 주연
- 우에노 주리
- 기무라 요시노

### 조연
- 코이데 케이스케
- 테라와키 야스후미
- 다나카 케이

## 기타
- 음악부문: 후쿠야마 마사하루